# Tokaçlı
Tokaçlı (Arabisch: Cneydo) is een dorp in het district Altınözü in de Turkse provincie Hatay. Tokaçlı ligt ongeveer 26 km ten zuidoosten van de provinciehoofdstad Antiochië en 2 km ten zuidoosten van het districtscentrum Altınözü. De bevolking bestaat voornamelijk uit christelijke Arabieren, waarmee Tokaçlı het enige christelijk-Arabisch dorp in Turkije is.

## Geschiedenis
De oude naam van Tokaçlı is Cneydo, wat 'paradijs' in het Arabisch betekent. In 1939, met de aansluiting van Republiek Hatay bij Turkije, werd de naam veranderd in Cünte. In de jaren zestig werd de naam van het dorp veranderd in Yonta en uiteindelijk kreeg de plaatsnaam de huidige naam Tokaçlı.

## Bevolking
In 2019 telde het dorp Tokaçlı 550 inwoners, waarvan 270 mannen en 280 vrouwen, verspreid over 300 huishoudens. Door emigratie neemt het inwonersaantal van het dorp de laatste decennia af. Naar schatting wonen er ongeveer 300 families, die oorspronkelijk uit het dorp Tokaçlı afstammen, in Istanboel en Duitsland. Daarnaast wonen er tussen de 20 à 50 families in steden en landen zoals Antiochië, Noorwegen, Australië, Griekenland, Oostenrijk, Frankrijk en İskenderun.
| Jaar | Totaal | Mannen | Vrouwen |
| ---- | ------ | ------ | ------- |
| 2019 | 550    | 270    | 280     |
| 2013 | 530    |        |         |
| 1997 | 738    |        |         |
| 1990 | 854    |        |         |
| 1985 | 1.067  |        |         |
| 1975 | 1.230  | 606    | 624     |
| 1970 | 1.488  | 708    | 780     |
| 1960 | 1.073  | 535    | 538     |
| 1950 | 715    |        |         |

### Religie

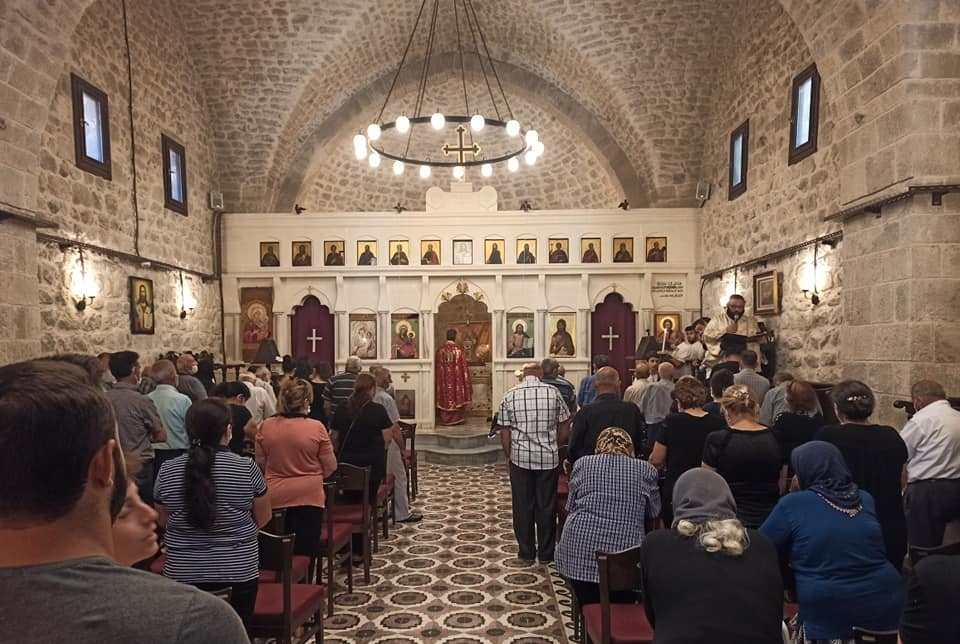
Orthodoxe kerk in Tokaçlı.

De bevolking bestaat voornamelijk uit christelijke Arabieren die lid zijn van de Grieks-Orthodoxe Kerk. Er is één Grieks-orthodoxe Kerk van Moeder Maria (Turks: Meryem Ana Rum Ortodoks Kilisesi) aanwezig in het dorp, die anno 2020 nog actief is en kerkdiensten in het Arabisch en Aramees aanbiedt.